# Chemin de fer de Sena
Le chemin de fer de Sena,, est une voie ferrée qui relie Dondo, au Mozambique, à Chipata, en Zambie. La ligne fait environ 1 000 km de long, et possède un écartement de 1 067 mm.
Édifiée au début du XXe siècle à l'aide de capitaux britannique afin de désenclaver la colonie du Nyassaland, cette infrastructure a encore été étendue après l'indépendance du Malawi. Puis elle a été largement abandonnée avant de connaitre un renouveau partiel au XXIe siècle.
Sur le tronçon mozambicain, entre Dondo et Vila Nova de Fronteira, la société gestionnaire est Portos e Caminhos de Ferro de Moçambique (CFM). Sur le tronçon malawien, entre les villes de Marka et Mchinji, l'administration est assurée par la société Central East African Railways (CEAR). Sur le court tronçon zambien, entre les villes de Koloni et Chipata, le chemin de fer est géré par Zambia Railways (ZR).
Le terminal portuaire principal de la ligne est le port de Beira, mais une partie du trafic est aussi destiné au port de Nacala.

## Histoire
Initialement, le chemin de fer de Sena avait pour fonction de relier le Protectorat du Nyassaland (devenu le Malawi indépendant) du nord au sud, en utilisant des voies navigables pour atteindre les ports maritimes.

### Construction

Étapes de la construction de la ligne de Sena de 1908 à 1935.

En 1901, la Shire Highlands Railway Company est créée à Blantyre par des investisseurs britanniques. La société obtient bientôt une concession pour construire une voie ferrée reliant Nsanje, sur la rivière Shire (à l'extrême sud du protectorat), à Mangochi, à l'extrémité sud du lac Malawi, via Chiromo et Blantyre. Le premier tronçon de cette ligne, entre Nsanje et Chiromo, est ouvert à la circulation le 1er septembre 1904. Un contrat pour la construction d'un embranchement est attribué à la British South Africa Company et relie Chindio à Nsanje, cette localité, sur la rivière Shire devient un important port de liaison fluviale avec la ville portuaire de Beira. Le débit irrégulier des rivières dans la région – qui connaissent des crues importantes et destructrices, ainsi que des épisodes de sécheresse – rend très difficile la navigation, ce qui a conduit à l’abandon de cette option et à l’abandon de la continuation d’une ligne ferroviaire vers le port mozambicain de Quelimane.
La planification effective de ce qui est actuellement le chemin de fer de Sena ne commence qu'en 1912, lorsqu'un accord commun est signé entre le Nyassaland et l'administration portugaise du Mozambique, pour la construction d'une ligne ferroviaire qui relierait le port de Beira aux Grands Lacs africains.

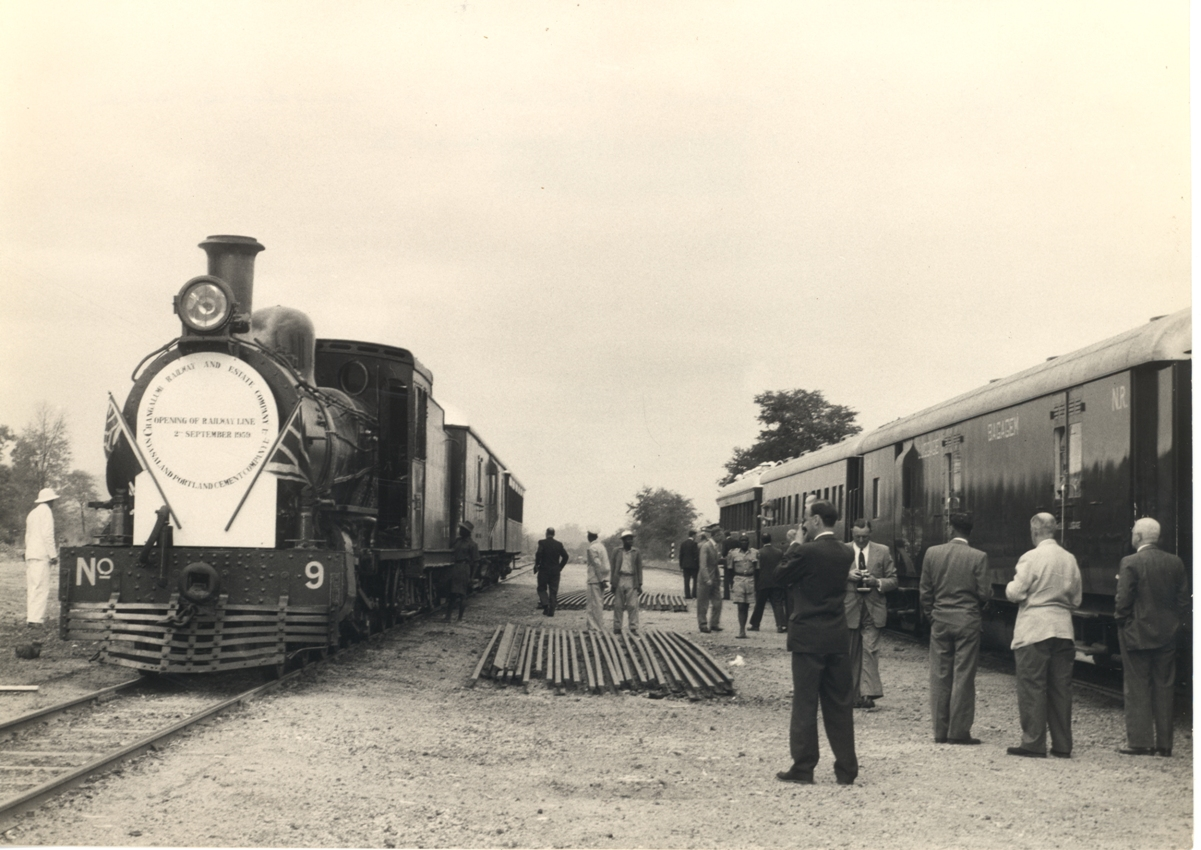
Réouverture d'une partie du tronçon entre Blantyre et Salima, en 1959, près du village de Changalume.

Entre 1919 et 1922, Trans-Zambezia Railways, entreprise lauréate de l'appel d'offres pour la construction du tronçon sud, achève la liaison entre Dondo et Vila de Sena, en face de la ville de Nhamayabué (ou Mutarara), sur le fleuve Zambèze. Le reste du chemin de fer côté mozambicain, entre Nhamayabué et Vila Nova de Fronteira, est lentement achevé jusqu'en 1930. Ainsi, en 1930, le chemin de fer relie déjà Beira, Nhamayabué, Vila Nova de Fronteira, Nsanje, Chiromo et Blantyre, transportant principalement du coton du sud du Malawi et de la région de Sena-Nhamayabué, en plus de la production de sucre par la société Sena Sugar Estates. L'autorisation de construire le tronçon des lacs du nord, au-delà de Blantyre, a ensuite été transférée à la société Central African Railways.
Afin de traverser le fleuve Zambèze et de poursuivre l'exploitation ferroviaire, un service de ferry est mis en place, mais il est paralysé pendant les périodes de sécheresse du fleuve. Pour fluidifier la circulation, Nyasaland Railways Limited (produit de la fusion de la Shire Highlands Railway Company et de Central African Railways) et Trans-Zambezia Railways optent pour la construction du pont Dona Ana, un ouvrage d'art de 3 670 m — à cette époque le second plus long du monde — achevé en 1934, qui franchit le Zambèze ; le coût final du pont est de 1,74 million de £. Son exploitation pendant le XXe siècle, n'a pas généré suffisamment de trafic pour payer les taux d'intérêt, et encore moins pour rembourser les emprunts contractés pour le construire.
L'extension vers le nord du territoire malawien, entre Blantyre et Salima, est achevée en 1935, atteignant l'important port de Chipoka sur le lac Malawi.
Dans les années 1940, le gouvernement colonial portugais du Mozambique construit un embranchement ferroviaire reliant la gare de Dona Ana, à Nhamayabué, aux mines de charbon de Moatize. La ligne secondaire Dona Ana-Moatize, 254 km de long, devient opérationnelle en 1949.
Dans les années 1970, avec l'indépendance du Mozambique, une extension de la ligne est planifiée, partant de Salima vers l'ouest, de manière à atteindre Lilongwe et Mchinji. La ligne a été inaugurée en 1979. En 1981, la ligne est prolongée jusqu'à la frontière zambienne.

### Effets de la guerre civile
Le chemin de fer de Sena était la principale liaison de transport de fret du Malawi vers l'océan Indien jusqu'en 1979, date à laquelle la voie a été détruite par les forces de la RENAMO au cours de la guerre civile mozambicaine. Comme le chemin de fer de Sena était interconnecté avec celui de Nacala, dans la ville malawite de Nkaya, depuis 1970, le Malawi disposait d'une deuxième connexion ferroviaire avec le port de Nacala, au Mozambique. En 1984, la liaison ferroviaire de Nacala a également été rompue, lorsque la voie ferrée de Nacala a aussi été détruite par les forces de la RENAMO.

### Réouverture et expansion vers le nord
Après la signature des Accords de paix de Rome en 1992, des efforts ont été déployés pour rouvrir la ligne à la circulation. Cependant, des inondations dévastatrices survenues en 1997 dans les vallées des rivières Shire et Ruo ont détruit l'important pont routier et ferroviaire Bangula-Chiromo, reliant les villages de Bangula et Chiromo dans le sud du Malawi. Cette destruction est symptomatique de l'état de dégradation générale de la ligne entre Blantyre et Nhamayabué, qui est depuis désaffectée. Le pont Bangula-Chiromo a été reconstruit en 2003, mais le tronçon de la ligne entre Blantyre et Nhamayabué a été abandonné car sinueux et lent. De plus, le faible tirant d'eau et l'engorgement du port de Beira ont détourné le trafic vers le chemin de fer de Nacala à partir de 2010.
La découverte ultérieure de zones minières dans le nord-est de la Zambie a entraîné le prolongement du chemin de fer de Mchinji (Malawi) jusqu'à la localité de Chipata (Zambie),,. Ces travaux d'extension ont été achevés en 2019, avec un financement chinois.
En 2021, le gouvernement mozambicain a commencé la réhabilitation du tronçon reliant Nhamayabué à Marka, dans l'objectif de disposer d'une route d'appoint pour le transport de fret en provenance du sud du Malawi. Dans le même temps, le gouvernement malawien a lancé un appel d'offres pour la réfection du tronçon entre Bangula et Marka, établissant dans un deuxième temps comme priorité la réfection entre Bangula et Blantyre (Limbe). En février 2023, un premier train depuis 1986 emprunte la ligne depuis Beira jusqu'au sud du Malawi où le convoi transporte du ciment destiné à l'entreprise chinoise CR20 qui effectue des travaux de réhabilitation de la voie côté malawite.

## Principales gares
Les principales gares du chemin de fer de Sena sont :
- Dondo (nœud ferroviaire)
- Caïa
- Séna
- Nhamayabué /Pont Dona Ana (nœud ferroviaire)
- Vila Nova de Fronteira
- Marca
- Nsanje
- Bangula
- Lucenza
- Blantyre/Limbe
- Nkaya (nœud ferroviaire)
- Chipoka
- Salima
- Lilongwe
- Mchinji
- Chipata

## Branches annexes
En 1949, la ligne secondaire Dona Ana – Moatize, longue de 254 km, permettent la liaison avec la ceinture houillère de Moatize a été inaugurée.
Il y a également une branche Inhamitanga – Marromeu, longue de 88 km.